# Accident de bus du 18 septembre 2022 en Chine
 (janvier 2023).
Le 18 septembre 2022 vers le matin, un accident de bus dans le Xian autonome sui de Sandu, préfecture de Qiannan, Guizhou, République populaire de Chine (RPC) fait 27 morts et 20 blessées. Le bus s'est renversé sur un tronçon vallonné de l'autoroute qui va de Guiyang à Libo. Le bus transportait 47 passagers vers une zone de quarantaine.
L'accident s'est produit à 02h40,. Une photo circulant non vérifiée montre un bus de passagers remorqué par un camion, avec un toit complètement froissé.

## Contexte
La Chine est un pays qui fait usage de la politique zéro COVID, où les villes se confinent après quelques cas positifs. Les autorités locales sont chargées de contrôler la pandémie et de maîtriser les épidémies. Les données COVID-19 du jour de l'accident ont montré que le Guizhou avait connu un pic de cas de 154 à 712 nouveaux cas confirmés la veille, soit près de 70 % des nouveaux cas de COVID en Chine. Il a été annoncé qu'en raison de la capacité limitée à Guiyang, les personnes nécessitant une quarantaine "doivent être transportées vers des villes et des États voisins".
Conformément à la spécification pour la gestion de la sécurité des entreprises de transport routier de passagers (道路旅客运输企业安全管理规范 en chinois), les bus de passagers ne sont pas autorisés à circuler sur l'autoroute de 2 h à 5 h.

## Accident
Le bus est parti du district de Yunyan à 0 h 10, transportant 47 personnes, dont 45 étaient « liées au COVID-19 », plus un chauffeur et un membre du personnel,. Lorsque le bus à traversé 32km du Xian autonome sui de Sandu vers le Xian de Libo à 02h40, le bus s'est renversé et est tombé dans le fossé profond en bordure de route,.

## Juridique
À la suite de la colère du public, il a été annoncé le 20 septembre que trois responsables du district de Yunyan avaient été licenciés par Guiyang.

## Réactions
L'accident a provoqué la colère des citoyens chinois face aux politiques strictes de COVID en Chine et au manque de transparence des autorités, d'autant plus que le bus roulait pendant la nuit, alors que de nombreuses routes principales de la région étaient fermées. Une femme qui se présentait comme la fille de l'une des victimes a écrit une note sur les réseaux sociaux, disant qu'elle ne pouvait "pas accepter" la mort de sa mère.
Plusieurs blogs qui sont largement partagés sur l'accident, en particulier les plus critiques, ont été supprimés de WeChat. L'un des commentaires les plus populaires sur le crash de WeChat est : "Nous sommes tous dans ce bus", indiquant une forme d'impuissance. L'accident est devenu le dimanche après-midi un des sujets les plus tendance sur Weibo, mais il a soudainement disparu du top 50 des sujets les plus tendance.
Hu Xijin, l'ancien rédacteur en chef du Global Times et également défenseur de la politique zéro Covid, a douté de la raison pour laquelle le bus était toujours en route après 2 heures du matin. Il a demandé sur Sina Weibo "pourquoi la ville de Guiyang a-t-elle dû transporter des sujets de quarantaine d'une manière suspectée de violations graves ?" et "pour un transport aussi long et à grande échelle, fallait-il vraiment le faire si tard dans la nuit, et n'y avait-il vraiment pas d'alternative ?".
Lors d'une conférence de presse, l'adjoint au maire de Guiyang s'est excusé pour l'accident, s'est incliné et a observé une minute de silence.

## Voir également
- Accident de bus d'Anshun
- Manifestations contre les blocages du COVID-19 en Chine